# Псевдотопологическое пространство
Псевдотопологи́ческое простра́нство — множество с дополнительной предельной структурой определённого типа (так называемой псевдотопологией). Исторически понятие псевдотопологического пространства появилось как обобщение топологического пространства. Псевдотопологические пространства были введены в 1959 г. Фишером . Псевдотопологические пространства естественным образом возникают при построении дифференциального исчисления  в пространствах без нормы. Топологические пространства можно рассматривать как частные случаи псевдотопологических.

## Определение
Псевдотопологическое пространство {\displaystyle E} представляет собой множество {\displaystyle M}, наделённое псевдотопологией.
Множество {\displaystyle M} называется несущим множеством пространства {\displaystyle E} и обозначается через {\displaystyle {\underline {E}}}. Если фильтр {\displaystyle \mathrm {X} } в {\displaystyle E} сходится к точке {\displaystyle x} в данной псевдотопологии, то это обозначается как {\displaystyle \mathrm {X} \downarrow _{x}E}.
Псевдотопология в {\displaystyle M} определяется заданием для каждого {\displaystyle x\in M} некоторого семейства фильтров в {\displaystyle M}, удовлетворяющих следующим условиям: 
1. Если фильтр сходится к {\displaystyle x}, то к {\displaystyle x} сходится и любой меньший фильтр. {\displaystyle \mathrm {X} \downarrow _{x}E,\Psi \leqslant \mathrm {X} \Rightarrow \Psi \downarrow _{x}E}
2. Если два фильтра сходятся к {\displaystyle x}, то к {\displaystyle x} сходится и их верхняя грань. {\displaystyle \mathrm {X} _{1}\downarrow _{x}E,\mathrm {X} _{2}\downarrow _{x}E\Rightarrow \mathrm {X} _{1}\vee \mathrm {X} _{2}\downarrow _{x}E}
3. Фильтр {\displaystyle \left[x\right]} сходится к {\displaystyle x}. {\displaystyle \left[x\right]\downarrow _{x}E}